# Bauhinia andersonii
Bauhinia andersonii är en ärtväxtart som beskrevs av Kai Larsen och Supee Saksuwan Larsen. Bauhinia andersonii ingår i släktet Bauhinia och familjen ärtväxter. Inga underarter finns listade i Catalogue of Life.